# 브라이언 스텔프리즈
브라이언 스텔프리즈(영어: Brian Stelfreeze)는 미국의 만화가이다. 마블 코믹스에서 발간되는 타네히시 코츠 작 《블랙 팬서》 2016년 시리즈에 작화 담당으로 참여하였다. 이전에 마블에서 그린 작품으로는 《도미노》가 있다.